# Frangula goudotiana
Ojo de perdiz (Frangula goudotiana) es una especie de plantas de la familia Rhamnaceae que se encuentra en los bosques de montaña de Colombia y Venezuela, entre los 2.200 y 3.300 m de altitud

## Descripción
Alcanza hasta 2 a 7 m de altura; con fuste único; corteza gris y madera amarilla; diámetro de 8 cm. Forma una copa aparasolada en estado joven. Hojas de 8 cm de largo por 2 cm de ancho,  simples, alternas, helicoidales, con estípulas libres, sin exudado, aserradas, elípticas, coriáceas y nervios pronunciados en el envés. Flores encimas, blancas, de 10 mm de longitud y 0,6 mm de diámetro. Pedicelo del fruto delgado 3 a 5 veces más largo que los pecíolos de las hojas. Frutos  drupáceos, tintóreos, rojizos al madurar; con semillas triangulares, pequeñas, cremosas, opacas, duras.